# Amtsgericht Burgdorf

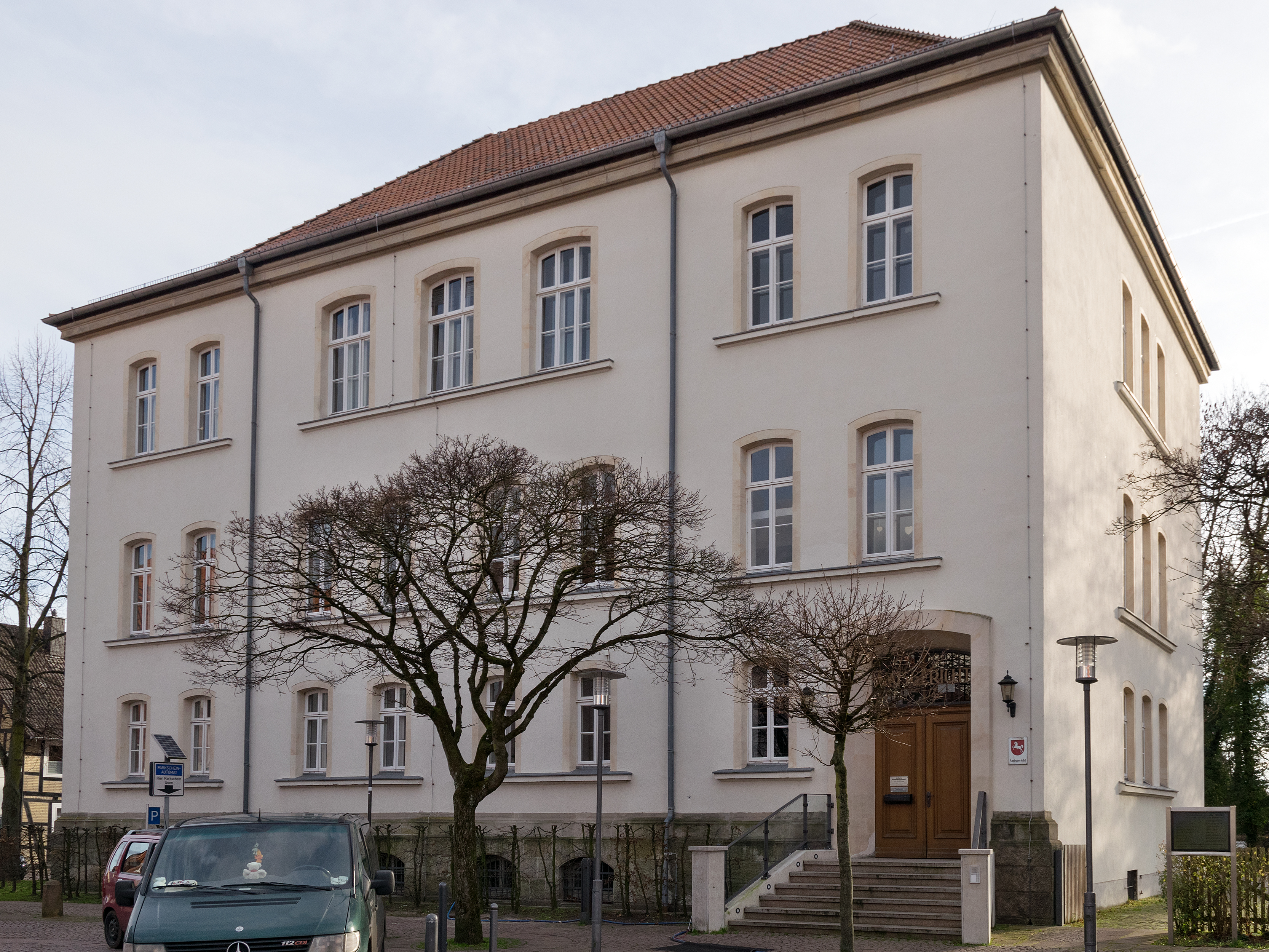
Amtsgericht Burgdorf (2015)

Das Amtsgericht Burgdorf ist eines von acht Amtsgerichten im Bezirk des Landgerichts Hildesheim. Es hat seinen Sitz in Burgdorf in Niedersachsen.

## Zuständigkeiten
Örtlich zuständig ist das Amtsgericht Burgdorf für die Stadt Burgdorf und die Gemeinde Uetze. Ihm ist das Landgericht Hildesheim übergeordnet. Zuständiges Oberlandesgericht ist das Oberlandesgericht Celle.

## Gebäude
Das Gericht ist in einem Gebäude in der Schloßstraße untergebracht.

## Geschichte
Nach der Revolution von 1848 wurde im Königreich Hannover die Rechtsprechung von der Verwaltung getrennt und die Patrimonialgerichtsbarkeit abgeschafft.
Das Amtsgericht wurde daraufhin mit der Verordnung vom 7. August 1852 die Bildung der Amtsgerichte und unteren Verwaltungsbehörden betreffend als königlich hannoversches Amtsgericht gegründet. 
Es umfasste das Amt Burgdorf und Stadt Burgdorf.
Das Amtsgericht war dem Obergericht Celle untergeordnet. Mit der Annexion Hannovers durch Preußen wurde es zu einem preußischen Amtsgericht in der Provinz Hannover. Mit dem Inkrafttreten des deutschen Gerichtsverfassungsgesetzes am 1. Oktober 1879 wurden reichsweit einheitlich Amts-, Land- und Oberlandesgerichte geschaffen. Das Amtsgericht Burgdorf blieb bestehen und war nun dem Landgericht Hildesheim nachgeordnet. Sein Gerichtsbezirk umfasste nun aus dem Landkreis Celle den Stadtbezirk Burgdorf und das Amt Burgdorf. Am Gericht bestanden 1880 zwei Richterstellen. Das Amtsgericht war damit ein mittelgroßes Amtsgericht im Landgerichtsbezirk.